# Tate Armstrong
Tate Armstrong, född 5 oktober 1955 i Moultrie, Georgia, är en amerikansk idrottare som tog OS-guld i basket 1976 i Montréal. Detta var USA:s åttonde guld i herrbasket i olympiska sommarspelen. Han spelade för Chicago Bulls i NBA.